# Liste der Naturdenkmale in Wartenberg-Rohrbach
Die Liste der Naturdenkmale in Wartenberg-Rohrbach nennt die im Gemeindegebiet von Wartenberg-Rohrbach ausgewiesenen Naturdenkmale (Stand 28. März 2024).

## Naturdenkmale
| Nr.         | Bezeichnung            | Lage                       | Beschreibung            | Bild                                    |
| ----------- | ---------------------- | -------------------------- | ----------------------- | --------------------------------------- |
| ND-7333-124 | Lindenallee zur Kirche | Rohrbach, Kirchstraße Lage | Tilia cordata, 19 Bäume | Direkt Bild zu diesem Denkmal hochladen |

## Ehemalige Naturdenkmale
| Nr. | Bezeichnung       | Lage                            | Beschreibung                                                            | Bild                                    |
| --- | ----------------- | ------------------------------- | ----------------------------------------------------------------------- | --------------------------------------- |
|     | Rohrbacher Weiher | Rohrbach, östlich des Orts Lage | Stauweiher des Lohnsbachs; heute verlandet; Rechtsverordnung aufgehoben | Direkt Bild zu diesem Denkmal hochladen |